# Shane Booysen
Shane Booysen (sinh ngày 23 tháng 11 năm 1988) là một cầu thủ bóng đá người Nam Phi thi đấu cho Preah Khan Reach Svay Rieng FC  ở Giải bóng đá vô địch quốc gia Campuchia.